# Morro do Couto

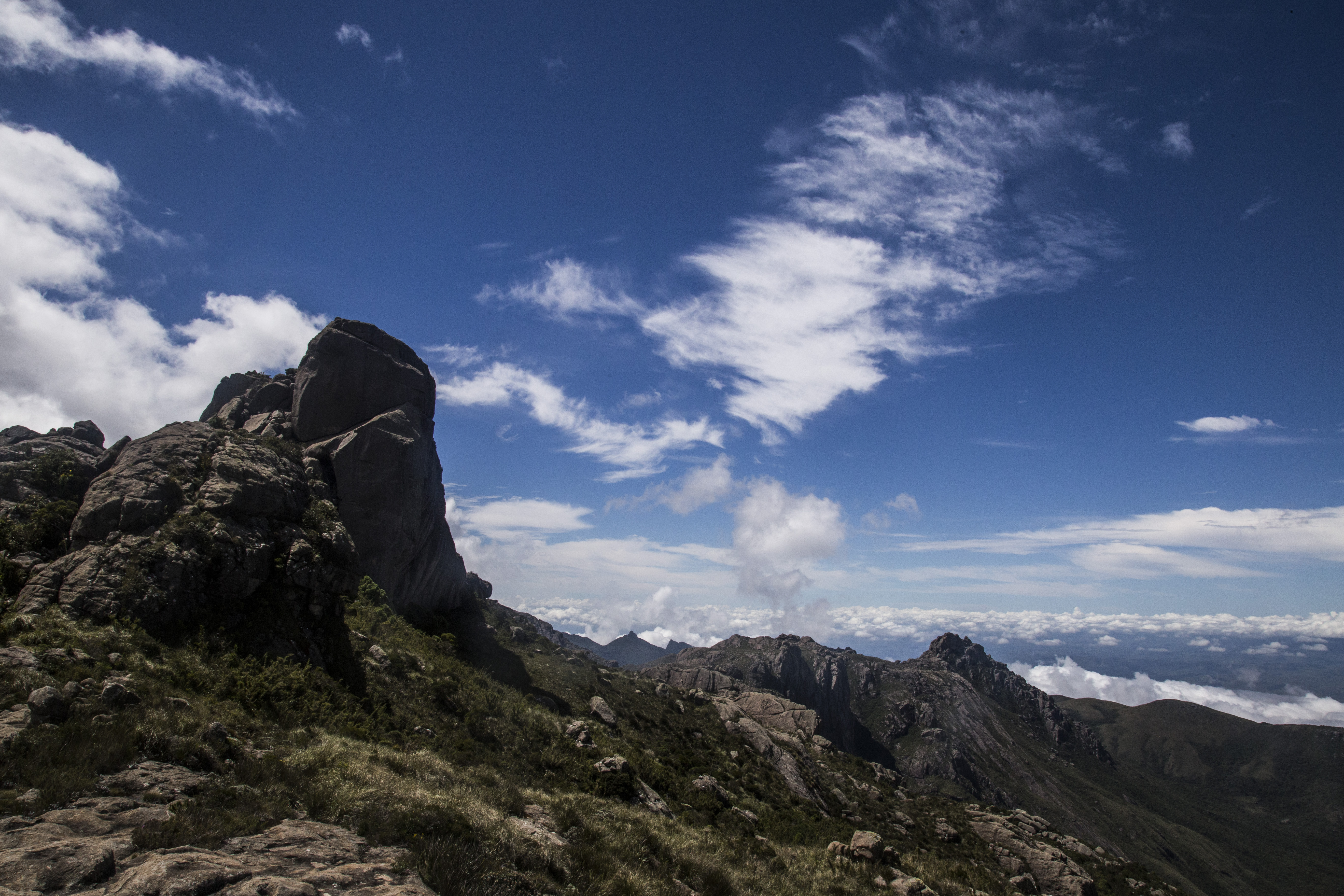
Alto do Morro do Couto.

O morro do Couto é a oitava maior elevação rochosa brasileira, com 2 680 metros de altitude. Fica no Parque Nacional do Itatiaia, no estado do Rio de Janeiro.

## História
Criado em 1937, o Parque Nacional de Itatiaia possui duas portarias que separam a mesma área demarcada em dois ambientes distintos. Na parte baixa, árvores centenárias e vegetação típica de Mata Atlântica compõem a reserva repleta de cachoeiras e poços ideais para banho, no entanto é na parte alta que se concentra a aventura, a paisagem muda, e as matas dão lugar aos campos rupestres compostos por rochedos de formas variadas e vegetação rasteira que espreitam as grandes montanhas dessa porção extremamente fria do país, que já esteve coberta de neve mais de uma vez.
O morro do Couto é a primeira montanha que se alcança a partir da portaria do parque, e pode ser vencido em duas horas de caminhada fácil. A montanha é frequentada por muitos escaladores em busca das diversas vias com variados graus de dificuldade. Outra rota para se atingir o cume, é saindo do pico das Prateleiras e seguindo pela crista da montanha até o alto. Do topo tem-se uma vista incrível do pico das Agulhas Negras e da serra Fina. Apesar de ser um dos parques mais visitados do país, ainda existem várias trilhas inexploradas e vias a serem conquistadas. 